# Batalla de los Cuarteles
La Batalla de los Cuarteles (en croata: Bitka za vojarne), conocida también como la Guerra de los Cuarteles,  es el nombre dado a una serie de actuaciones que se llevaron a cabo a través de Croacia como parte de la Guerra de Croacia en 1991 donde los combates más importantes se llevaron a cabo en el mes de septiembre y que se libró entre las fuerzas croatas, que contaban con unas fuerzas militares aún no desarrolladas como la policía y personal voluntario, y el Ejército Popular Yugoslavo (JNA). La batalla está considerada como una victoria importante de Croacia. Como resultado de esta batalla, las fuerzas croatas capturaron valioso equipo pesado (tanques, artillería, cohetes) de los cuarteles, material que tanto se necesitaba para la guerra.

## Preludio
Como Croacia formaba parte de la República Federal Socialista de Yugoslavia antes de 1991, el Ejército Federal (JNA) poseía grandes cantidades de equipos pesados almacenados en sus cuarteles federales en territorio de Croacia. Cuando se llevó a cabo la independencia de Croacia en 1991, los cuarteles federales representaban una grave amenaza para la seguridad interior, sin olvidar el hecho de que en cada uno de los cuarteles de la guarnición había valiosos equipos que Croacia necesitaba desesperadamente para defender su independencia. Dado que la mayoría de los cuarteles se localizaban en áreas densamente pobladas, como por ejemplo las ciudades de Bjelovar y Varaždin, el riesgo de cuantiosos daños colaterales constituía un problema local que las fuerzas territoriales tenían que considerar para evitar derramamientos de sangre.
El empeoramiento de la situación de la seguridad en Croacia en 1990 llevó a sus dirigentes a la preparación de planes para una posible guerra. El Jefe del Estado Mayor, anteriormente llamado Ministro de Defensa, Martin Špegelj  —que era el principal defensor de que el ejército asaltase los cuarteles— formuló un plan integral para la captura de los cuarteles del ejército en toda Croacia, con el fin de obtener las armas de los depósitos. Con la Guerra de los Diez Días en Eslovenia, que tuvo lugar en junio de 1991, Špegelj instó al presidente croata Franjo Tuđman a atacar los cuarteles con la ayuda de los eslovenos. Tuđman rehusó por temor a la gran potencia militar del JNA en una posible guerra. Davor Domazet-Loso, en su libro Hrvatska i Veliko ratište, describe la creencia de un grupo de historiadores que esta oportunidad era un complot para obligar a Croacia a atacar. Teniendo en cuenta la cantidad de equipo militar dentro de los cuarteles militares de Croacia, parece dudoso este argumento.
La escalada de violencia durante el verano de 1991 puso al descubierto la posición del JNA con los serbios de Croacia. Como resultado de esto, las fuerzas croatas —todavía no desarrolladas como una fuerza real— sitiaron los numerosos cuarteles del ejército para asegurar la retaguardia de las fuerzas combatientes. La insuficiencia de las fuerzas croatas hizo que muchas de las fuerzas sitiadoras no fueran militares, sino civiles - incluyendo las fuerzas de la policía, servicios de protección civil y voluntarios locales autoorganizados.

## Estalla la guerra
La guerra arrancó muy lentamente puesto que había tensiones latentes desde mediados de 1980 lo cual permitió que se llevaran a cabo negociaciones para disminuir el problema. El JNA y dirigentes croatas acordaron el retirarse de algunos cuarteles del Ejército Popular Yugoslavo, sobre todo en lugares lejanos de los frentes como era el caso del Cuerpo Número 13 en las localidades de Pula y Rijeka. Este compromiso fue criticado por personal del Ejército croata, sobre todo por Martin Špegelj, que puso de manifiesto que los mandos croatas estaban permitiendo al enemigo retirarse con su equipo completo en un momento en que la guerra parecía inevitable.
Como la guerra era inminente, acontecimientos como los principios de la independencia de Eslovenia y la renuencia de los no serbios para ir a la guerra, apoyando la causa de los serbocroatas, provocaron deserciones entre las filas del JNA en masa, por lo cual las fuerzas del Ejército Popular Yugoslavo se vieron fuertemente disminuidas en territorios croatas. Las fuerzas del ejército estacionado en los cuarteles fueron las primeras en sufrir los golpes de dichas deserciones, y en 1991 estos tenían más equipos bélicos que hombres para manejarlos.
Los movimientos del comienzo de la guerra tuvieron lugar en agosto en Eslavonia oriental, en la batalla de Vukovar, en las zonas de Krajina y Dalmacia. La escalada de violencia dio lugar a que el personal militar tomara la iniciativa inmediatamente y asaltara muchos cuarteles en contra de la voluntad del gobierno de continuar con las negociaciones, incluso en el momento en que casi un tercio de Croacia ya estaba ocupada por las unidades del Ejército Popular Yugoslavo y el Ejército serbio.
La mayoría de la toma de los cuarteles tuvo lugar entre el 14 y el 19 de septiembre de 1991. En ese período, 36 cuarteles, depósitos y otros 26 puestos militares fueron capturados o se entregaron. El 27 de septiembre se llevó a cabo el plan de Bilogora lo que llevó a la captura de Bjelovar y los cuarteles de Koprivnica.
Algunos depósitos de municiones fueron bombardeados por las Fuerzas Aéreas de Yugoslavia después de la captura, pero las unidades croatas, bien organizados a nivel local, eran muy eficaces y rápidas en trasladar los equipos más valiosos a otros lugares antes de los bombardeos. Al menos cinco localidades fueron bombardeadas siguiendo esa táctica, poco útil, de los yugoslavos.

## Batalla de los Cuarteles

### Zagreb y Croacia Central
El cuartel de Zagreb, llamado "Mariscal Tito" y después Josip Broz Tito, era uno de los más grandes de Croacia. Fue el centro regional del quinto Distrito del Ejército (uno de los tres cuarteles generales del Ejército Popular Yugoslavo de control principal) y del Décimo Cuerpo (Zagreb) junto con las unidades de apoyo. Los croatas se mostraron reacios a asaltar el cuartel de forma directa debido a la fortaleza de las fuerzas del Ejército Popular Yugoslavo y la amenaza de daño colateral que presentaba la capital croata. Debido a ello la lucha no fue intensa y la mayoría de las acciones degeneró en disparos ocasionales de los cuarteles de la ciudad. Se alcanzó una tregua y no hubo nuevos combates hasta la firma del último alto el fuego a final de año. Como parte del acuerdo, el Ejército Popular Yugoslavo tuvo que evacuar el cuartel cuando abandonó oficialmente Croacia en enero del año 1992.
El cuartel en Jastrebarsko era la ubicación de la Cuarta Brigada de Tanques Blindados del JNA, una de las unidades blindadas de élite del Ejército Popular Yugoslavo. Después de semanas de negociaciones el JNA había evacuado el cuartel el 13 de noviembre, reuniéndose con las fuerzas del Ejército Popular Yugoslavo en la región de Banovina, en el centro de Croacia.
El cuartel en Samobor se rindió el 7 de octubre de 1991.
El cuartel y depósitos en Sisak se rindieron el 9 de septiembre de 1991.

### Norte de Croacia
El cuartel de Varaždin, cerca de Zagreb, era uno de los más grandes de Croacia ya que era centro del 32 Cuerpo del JNA y de otras unidades como la 32.ª Brigada Mecanizada (uno de los cuerpos de élite de las Brigadas "A" y un Regimiento de artillería. El cuartel fue bloqueado durante la noche del 13 al 14 de septiembre y cortaron el suministro de electricidad, agua y otros elementos necesarios. Los combates comenzaron el día 15 con bombardeo aéreo de la pista de aterrizaje del JNA en Varaždin. A medida que la situación se deterioraba, desertaron más soldados del cuartel y hubo un conflicto dentro del mismo. Después de esto, los tanques y la artillería del cuartel dirigieron el fuego hacia objetivos civiles y destruyeron muchas casas de civiles lo que fue el punto de partida del comienzo de la lucha en general. Tras una semana de enfrentamientos esporádicos,  el comandante general Vladimir Trifunovic  rindió la guarnición el 22 de septiembre con el fin de preservar la vida de sus hombres. Irónicamente, esto le causó el resentimiento de ambas partes. Croacia lo sentenció in absentia a 15 años por la devastación de la ciudad, mientras que Serbia lo condenó a 11 años por traición. El botín fue extenso: 74 tanques T-55, 88 APCs, 36 autopropulsadas AA, 24 100 mm AT, 72 morteros de 120 mm y equipamiento pesado. Durante la batalla hubo seis víctimas —3 civiles, 2 soldados del JNA y 1 soldado croata—, además de 37 heridos .
En el cuartel de Bjelovar estaban las fuerzas de la 265.ª Brigada Blindada Mecanizada. Las instalaciones del ejército consistían en dos cuarteles en la ciudad así como depósitos de armas y municiones fuera de ella. La situación en la zona era tensa y constantemente amenazaba con intensificarse. Hasta diez soldados conscriptos del Ejército Popular Yugoslavo desertaba diariamente, ya que muchos de los que fueron destinados allí  eran albaneses de Kosovo y otros no serbios nacionales. En un incidente, el JNA casi abrió fuego contra un grupo de madres del movimiento «Muralla del Amor» que protestaban por la liberación de los conscriptos que fueron obligados a estar allí. Las fuerzas croatas comenzaron un ataque el 29 de septiembre como parte de la Operación Bilogora, que tuvo lugar el mismo día. Los dos cuarteles de la ciudad fueron capturados fácilmente; solo un almacenamiento aislado llamado Barutana que incluía tres depósitos se mantuvo sin ser capturado pero el oficial del Ejército Popular Yugoslavo, Mayot Milan Tepić se negó a rendirse y produjo una explosión que causó la destrucción de un depósito y su misma muerte junto a otros 7 a 20 reservistas del Ejército Popular Yugoslavo y otros 11 serbios croatas. La explosión destruyó todas las armas y municiones en ese puesto pero la captura de los otros fue un gran éxito para las fuerzas croatas cuyo botín incluía 78 tanques T-55 y 89 vehículos blindados. Más de 200 oficiales fueron capturados y que más adelante fueron canjeados por prisioneros de guerra croatas.
El cuartel de Križevci, llamado "Kalnik" estaba ocupado por el 411.º Regimiento de Artillería Mixto Antitanques al mando del coronel Jovo Radosavljević. Se entregó pacíficamente el 17 de septiembre de 1991. Sin embargo, fueron asesinados dos soldados croatas y otro resultó herido por las fuerzas del JNA en un depósito de municiones separado en Siroko Brezje cuando trataban de llegar al cuartel la noche antes de la rendición. El botín fue enorme pero las cifras exactas no se conocen. El JNA abandonó todos los cuarteles con su armamento ligero y pesado, incluidos todos los vehículos. El cuartel llevan ahora el nombre de "Ban Stjepan Lackovic."
El cuartel de Koprivnica fue capturado el 30 de septiembre como parte de la operación Bilogora y fue bombardeado por aviones del Ejército Popular Yugoslavo el 5 de octubre con el resultado de un soldado muerto.
El 17 de septiembre cayó el cuartel de Virovitica que alojaba a la 288.ª Brigada de Artillería Mixta Antitanques. Exactamente a las 10 de la mañana, el JNA firmó la rendición. Una hora después, los primeros grupos de oficiales comenzaron a abandonar los cuarteles del antiguo cuartel "Nikola Miljanovic - Karaula" y al mediodía, 140 soldados y 45 oficiales habían abandonado los cuarteles.
El cuartel de Čakovec se rindió pacíficamente el 17 de septiembre de 1991.

### Eslavonia

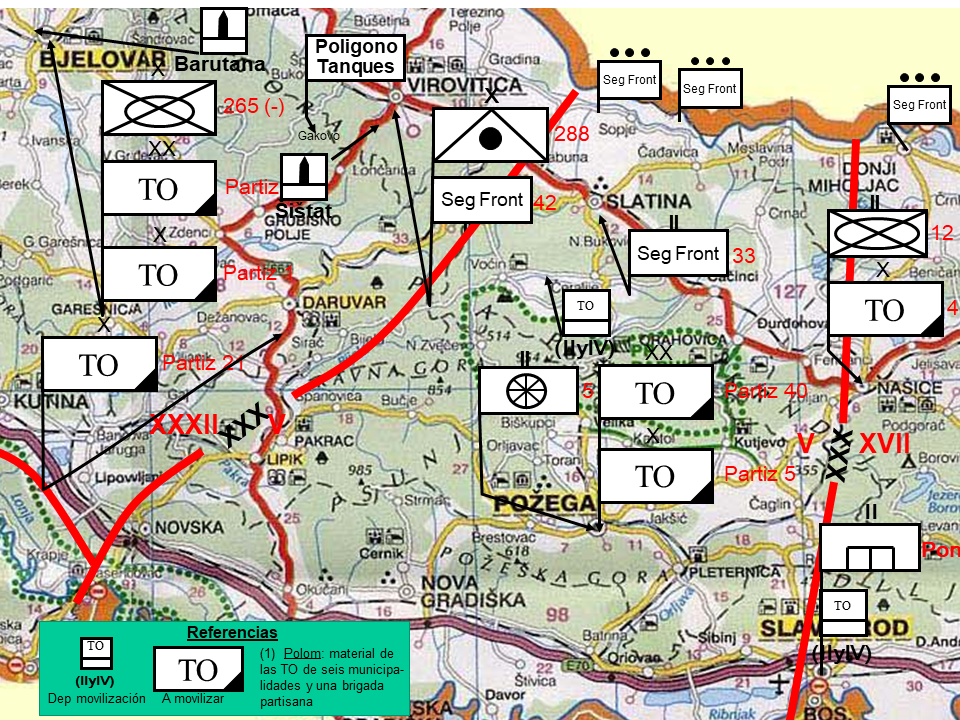
Cuarteles del JNA en Eslavonia Occidental antes de la Batalla de los Cuarteles.

El cuartel de Osijek fue evacuado en su mayoría mediante un acuerdo inmediatamente antes de la escalada de la guerra, en junio de 1991. Una excepción notable era la base del Polígono C, punto focal del ataque del JNA en la ciudad, que resistió con la asistencia exterior de las fuerzas del JNA hasta su captura el 17 de septiembre.
El cuartel de Đakovo era el asentamiento de la 158.ª Brigada de Artillería Antitanque Mixta, incluyendo a armas AT y vehículos autopropulsados de cohetes. El cuartel fue capturado y resultaron muertos cinco croatas, una de las bajas resultó ser de una mujer.
En Podravska Slatina, el cuartel local que se encontraba en el centro de la ciudad se inició luego de la matanza cometida el 4 de septiembre en Cetekovac y fue tomado el 16 sin violencia.
En Doljani (municipalidad de Daruvar) se produjo un enfrentamiento para la ocupación del cuartel de la Brigada Partisana 21 los días 16 y 17 de septiembre. El Combate del Cuartel Polom provocó ocho muertos y seis heridos en el bando croata. Se desconoce la cantidad en el lado serbio
El cuartel de Požega "Héroe de la Patria Nikola Demonja" era ocupado por el la 40.a División Partisana (reserva), el 234.º Centro de Enseñanza para Conductores y el Batallón de Transporte 5 del JNA. El 17 de septiembre fue ocupado por el 4/108.a Brigada ZNG. Ello permitió la captura de entre 10.000 y 12.000 armas largas, cantidades significativas de municiones y 500 tipos diferentes de vehículos.
El cuartel de Vukovar fue sitiado durante todo el año de 1991 cuando la Batalla de Vukovar estaba en su apogeo. Los defensores, superados en número, no podían prescindir de los hombres voluntarios para defender el cuartel ya que fueron atacados por una fuerza abrumadora. Las fuerzas serbias del JNA utilizaron el ataque a los cuarteles como una excusa ya que destruyeron la mayor parte de la ciudad y fue la causa de algunas de las peores atrocidades durante la guerra. Sin embargo, dado el cuartel estaba ubicado en los suburbios del sur de la ciudad, se llegó a él en los principios de batalla, antes del asedio real, cuando comenzó la devastación y las muertes.
El cuartel de Vinkovci Đuro Salaj estuvo involucrado en el bombardeo de la ciudad en junio.

### Litoral norte yLika
El cuartel de Rijeka, así como el comando de la Marina del Ejército de Distrito en Pula, fueron evacuados antes de la guerra por un acuerdo entre las partes. Rijeka era la ubicación del cuerpo 13.º del JNA, que fue trasladado por mar a Montenegro y atacó más adelante el sur de Bosnia y Herzegovina durante la Guerra de Bosnia en 1992.
El Distrito Naval del Ejército de Pula fue trasladada a Boka Kotorska en Montenegro el único puerto real de los militares yugoslavos después de la secesión de Croacia.
El cuartel de Gospić vivió intensos combates en septiembre así como la ciudad, que fue objeto de fuertes ataques desde el exterior. Finalmente fue capturado el 18 de septiembre.

### Dalmacia
El cuartel de Sinj fue asaltado el 25 de agosto después de que las negociaciones para la devolución de las armas confiscadas a la Fuerza Territorial de Defensa terminaran en fracaso. Dos croatas fueron abatidos pero las instalaciones fueron capturadas.
El cuartel de Split fue evacuado en octubre, pero la  «Base Naval de Lora» quedó en manos del JRM hasta diciembre.
El cuartel de Šibenik fue un bastión importante en el ataque del Ejército Popular Yugoslavo a la ciudad durante los momentos culminantes de la Operación Costa-91 en septiembre. Los defensores de las ciudad capturaron finalmente el cuartel el 15 de septiembre. Las fuerzas croatas también lograron el control de la Base Naval de Šibenik donde se apoderaron de 29 pequeños buques de guerra.
Las fuerzas del cuartel de Zadar resultaron fuertemente superadas por los defensores de la ciudad y quedó en manos del Ejército Popular Yugoslavo hasta que fueron evacuados a finales de año.

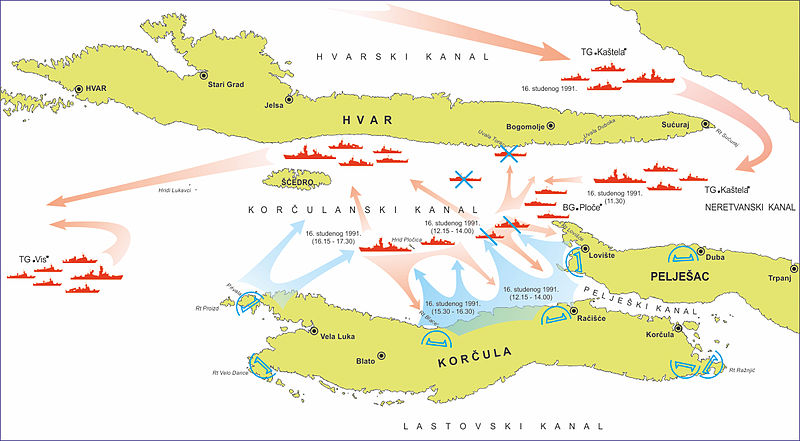
Esquema de la última fase de la Batalla de los Canales de Dalmacia que se libró el 16 de noviembre de 1991

Las islas de Lastovo y Vis fueron las bases de las unidades de la Armada del Ejército Popular Yugoslavo y fueron ocupadas hasta que el acuerdo del alto el fuego llegó a final de año, cuando ambas fueron evacuadas por el JNA. Las unidades navales de la Armada Yugoslava intentaron acciones militares contra los puertos croatas situados más al norte, en especial el 15 de noviembre, cuando una fragata bombardeaó el Puerto de Split donde fue alcanzado y dañado el ferry Vladimir Nazor matando a dos miembros de su tripulación. Otro barco, el Bartol Kasic también fue alcanzado por uno de los numerosos ataques. El ataque fue en represalia por los daños sufridos por la patrullera JRM PC-176 Mukos después de ser minada o alcanzada por un torpedo. Más tarde fue alzada, reparada y puesta en servicio por la marina de guerra croata con el nombre de OB-62 Šolta. La Marina de Guerra de Yugoslavia fue rechazada finalmente por el fuego de «artillería de costa» el 16 de noviembre cuando las fuerzas navales dirigidas por los serbios perdieron dos barcos dragaminas debido al éxito de las armas de 76 mm que Croacia poseía en el canal de Korčula. El primer buque, un ML-144, se hundió en aguas poco profundas en la Bahía de Torač, en la isla de Hvar y un dragaminas, el ML-143, se hundió frente a la isla de Scedro.

## Consecuencias
Al comienzo de la guerra, las fuerzas croatas padecían una carencia crónica de cualquier clase de equipo militar. Según los cálculos, su pequeña y reducida fuerza de equipos blindados se componía de apenas quince unidades (la mayoría viejos M4 Sherman y M4A1 Firefly de los EE. UU. o T-34 soviéticos, ambos tanques de la Segunda Guerra Mundial), contra casi 2.000 tanques del JNA. La captura de dichos cuarteles, todos repletos de valiosos equipos y habilitados de manera rápida, facilitaron a los croatas a obtener el equipo necesario. Solamente los depósitos de Bjelovar y Varaždin proporcionaron a los croatas más de 140 tanques, alrededor del 7% del total del parque blindado de las JNA, con lo que finalizó la ventaja del JNA, abrumadora hasta el momento.
Como resultado, Croacia logró sacar al campo de batalla su primer batallón de tanques T-55 en octubre. La entrada de los tanques, artillería y armamento antitanques ayudarían a detener los nuevos ataques del Ejército Popular Yugoslavo en Croacia.[cita requerida]